# یو ها
یو ها (کره‌ای: 유하؛ زادهٔ ۹ فوریه ۱۹۶۳) کارگردان فیلم، فیلم‌نامه‌نویس و شاعر معاصر اهل کره جنوبی است. او فیلم‌های یک کارناوال کثیف (۲۰۰۶) و گانگنام بلوز (۲۰۱۵) را کارگردانی کرده‌است. فیلم گانگنام بلوز فیلمی گانگستری با تلمیح به فیلم‌های مارتین اسکورسیزی همچون دارودسته‌های نیویورکی، خیابان‌های پایین شهر و رفقای خوب است.